# Mukesh Ambani
Mukesh Dhirubhai Amban (nascut el 19 d'abril de 1957 a Aden, Iemen) és un enginyer i empresari indi.
És el president, CEO i principal accionista, amb prop del 48% de les accions de Reliance Industries, la major empresa índia del sector privat i una de les Fortune Global 500. La seva riquesa està valorada en 32 mil milions de dòlars per la revista Forbes, fet que el converteix en el més ric de l'Índia.
Mukesh i el seu germà menor, Anil, són fills del difunt fundador de Reliance Industries Limited.
Mukesh Ambani també és propietari de la franquícia Mumbai Indians de la Lliga Premier d'Índia de criquet.

## Primers anys
Mukesh Dhirubhai Ambani és el fill gran de Dhirubhai Ambani. Els seus primers records del seu pare són el de ser un home molt ocupat. Els diumenges eren dies de família sempre amb els pares i germans. Un cop Mukesh Ambani era a la secundària es passava llargues hores a l'oficina els caps de setmana per entrar en el negoci i l'esperit empresarial que el seu pare va compartir amb ell des de ben jove.

## Educació
Mukesh Ambani i els seus germans tenien la llibertat de prendre les seves pròpies decisions acadèmiques, així ell va decidir dedicar-se a la ciència i l'enginyeria química, mentre que finalment tothom esperava que fes enginyeria tèxtil. Inicialment, es va unir a IIT, Bombai, però més tard es va unir al Departament de la Universitat de Tecnologia Química, juntament amb els seus amics.
En la seva elecció de l'enginyeria química en contraposició als tèxtils, cita una línia de la pel·lícula El graduat, que va deixar una marca en la seva ment: «Hi ha un gran futur en els plàstics», ja que representa el que el seu pare sempre va creure en: invertir en empreses de futur i la inversió en talent.
Per tal de provar-se a si mateix va triar Stanford. Amb Stanford tenia plans per unir-se a joves del Banc Mundial, Programa Professional, però ell ho va deixar per ajudar el seu pare amb la planta de polièster el 1981.

## Carrera
Mukesh Ambani va crear Reliance Infocomm Limited (més tard Reliance Communications Limited), que es va centrar en iniciatives de tecnologia de la informació i les comunicacions. Amb 24 anys, Ambani es va encarregar de la construcció de la planta petroquímica de Patalganga quan l'empresa estava invertint molt en refineria de petroli i petroquímica.
Ambani va dirigir i va dirigir la creació de la refineria de petroli de base més gran del món a Jamnagar, Índia, que podria produir 660.000 barrils per dia (33 milions de tones anuals) el 2010, integrada amb petroquímics, generació d'energia, port i infraestructures relacionades. El desembre de 2013 Ambani va anunciar la possibilitat d'una empresa col·laborativa amb Bharti Airtel per establir una infraestructura digital per a la xarxa 4G a l'Índia. El 18 de juny de 2014, Ambani va dir que invertiria 1,8 bilions de rupies (escala curta) en empreses durant els tres anys vinents i llançaria serveis de banda ampla 4G el 2015.

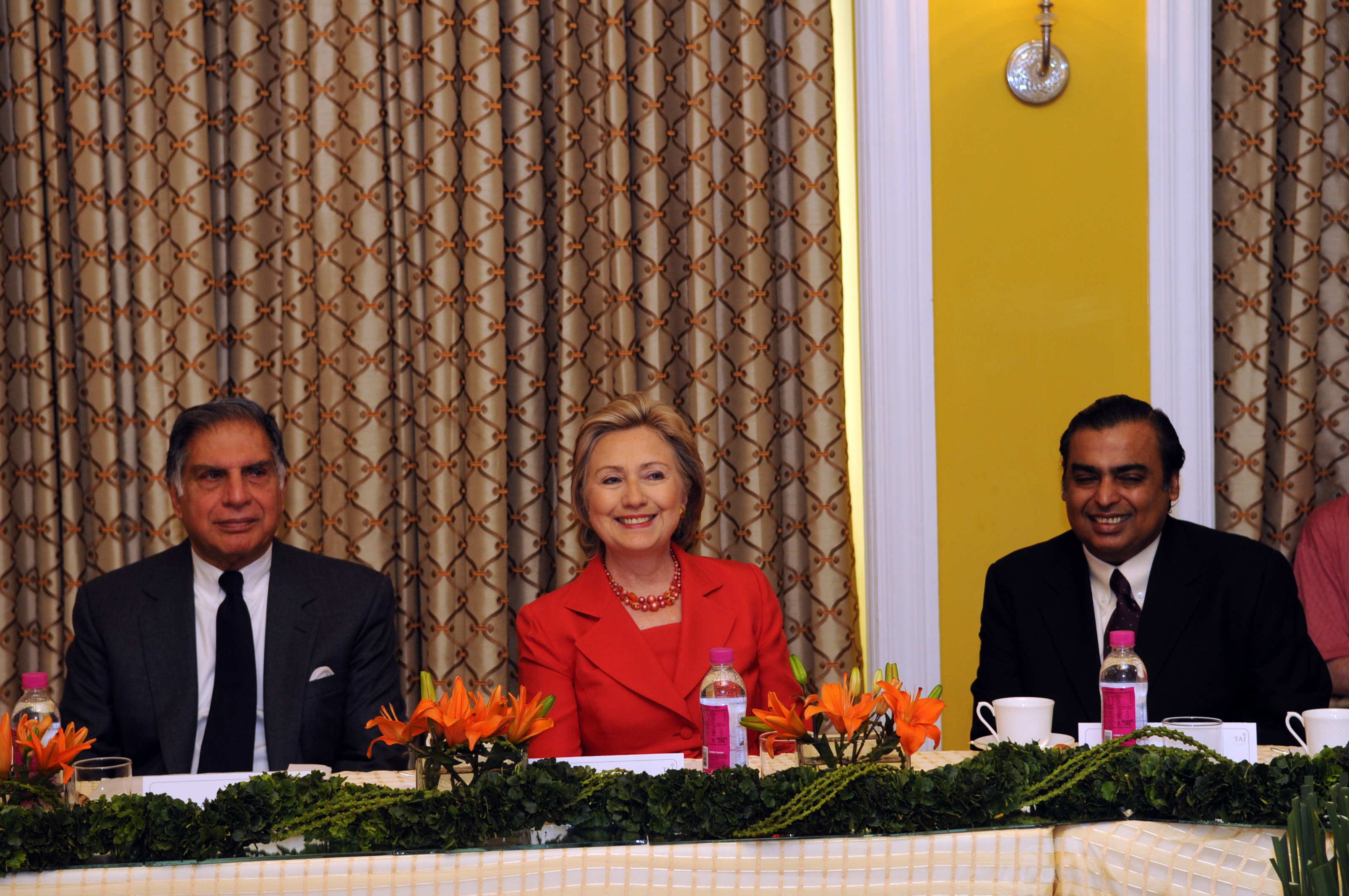
La secretària Clinton es reuneix amb els líders empresarials de l'Índia. D'esquerra a dreta: Ratan Tata, Charmain del Grup Tata; el secretari Clinton; Mukesh Ambani, president i director general de Reliance Industries.

El febrer de 2014, es va presentar un Primer Informe d'Informació (FIR) al·legant delictes penals contra Ambani per presumptes irregularitats en el preu del gas natural de la conca del KG.
Ambani va ser elegit membre de l’Acadèmia Nacional d'Enginyeria el 2016 per a l'enginyeria i el lideratge empresarial en refineries de petroli, productes petroquímics i indústries relacionades.
A partir del 2015, Ambani ocupava el cinquè lloc entre els filantrops de l'Índia, segons l'Institut de Recerca Hurun de la Xina. Va ser nomenat director de Bank of America i es va convertir en el primer no estatunidenc a formar part del seu consell. A partir del 2016, Ambani es va classificar com la 36a persona més rica del món i ha mantingut constantment el títol de la persona més rica de l'Índia a la llista de la revista Forbes durant els últims deu anys. És l'únic empresari indi a la llista de Forbes de les persones més poderoses del món. Va superar a Jack Ma, president executiu d’Alibaba Group, per fer-se la persona més rica d'Àsia amb un patrimoni net de 44.300 milions de dòlars el juliol de 2018. També és la persona més rica del món fora d'Amèrica del Nord i Europa.
Al febrer de 2018, l'índex Robin Hood de Bloomberg estimava que la riquesa personal d'Ambani era suficient per finançar les operacions del govern federal indi durant 20 dies.
A través de Reliance, també és propietari de la franquícia de la Indian Premier League Mumbai Indians i és el fundador de la Indian Super League, una lliga de futbol a l'Índia.

## Visió
Quan se li va preguntar si ell preferiria ser local o global la seva resposta és molt clara que està destinada a canviar la vida de les persones i té ambicions són només per l'Índia.
Els seus punts de vista sobre les seves ambicions per a la dependència són que la seva atenció se centra en la generació de valor i l'ampliació fins a un pic i no simplement augmentar la mida.

## Càrrecs

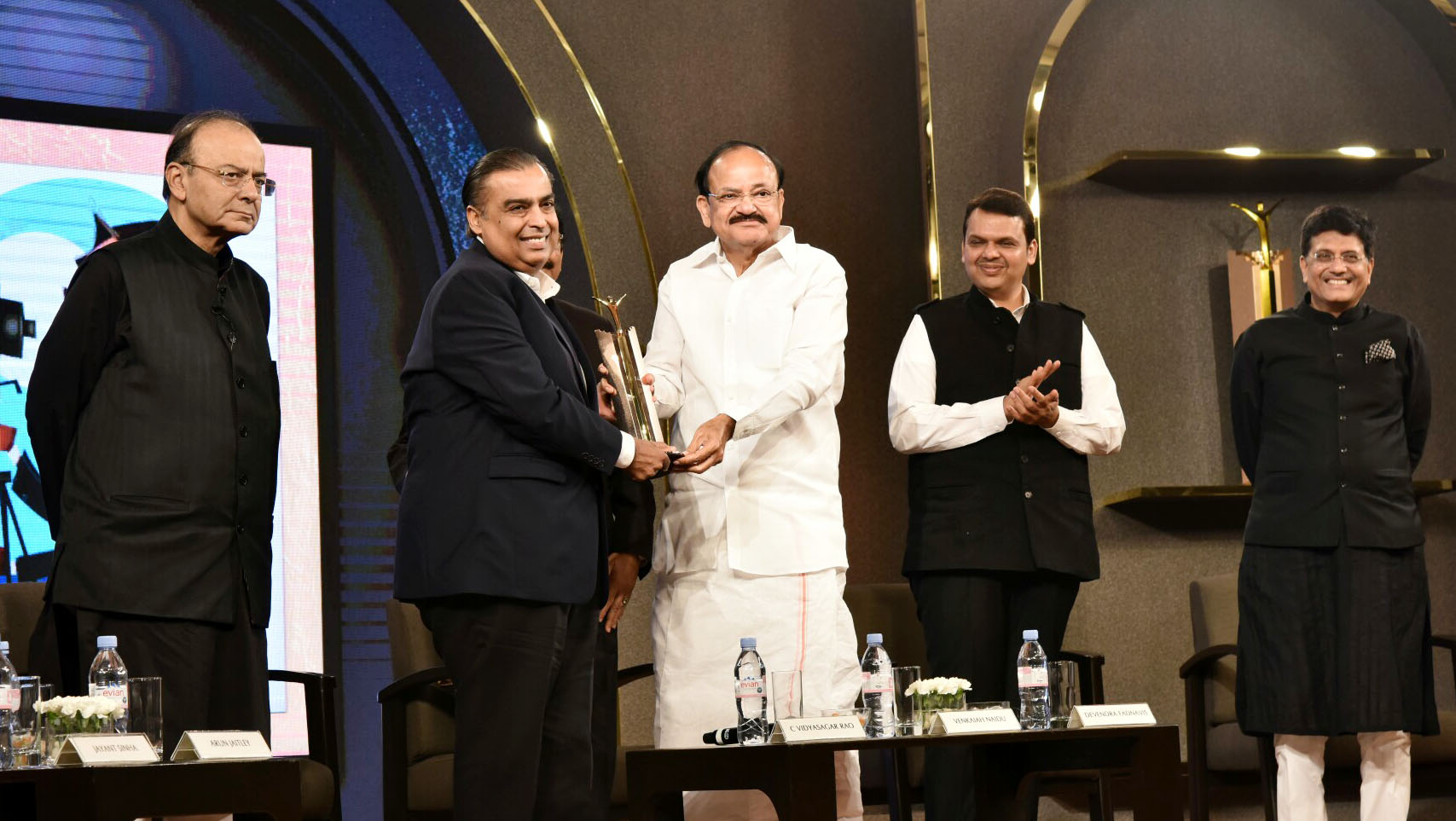
El vicepresident Venkaiah Naidu en un esdeveniment atorga el premi The Economic Times a l'excel·lència corporativa a Shri Mukesh Ambani

- Membre del Consell de Govern de l'Institut de Tecnologia Química de Bombai
- President, director general, president del comitè de finances i membre del comitè de compensació d'accions dels empleats, Reliance Industries Limited
- Expresident, Indian Petrochemicals Corporation Limited
- Ex-vicepresident de Reliance Petroleum
- President de la junta, Reliance Petroleum
- President i president del Comitè d'Auditoria, Reliance Retail Limited
- President, Reliance Exploration and Production DMCC
- Antic director, membre del comitè de crèdit i membre del comitè de compensacions i beneficis, Bank of America Corporation[18]
- President, Pandit Deendayal Petroleum University, Gandhinagar, Gujarat
- Membre del Consell d'Administració del Fòrum Econòmic Mundial.[19]

## Premis i honors
| Any de Premi o Honor | Nom del Premi o Honor                                          | Organització adjudicadora                            |
| -------------------- | -------------------------------------------------------------- | ---------------------------------------------------- |
| 2000                 | Emprenedor de l'any Ernst & Young                              | Ernst & Young Índia                                  |
| 2010                 | Premi Global Vision al sopar de premis                         | Societat Àsia                                        |
| 2010                 | Medalla del degà de l'Escola d'Enginyeria i Ciències Aplicades | Universitat de Pennsilvània                          |
| 2010                 | va ser el cinquè CEO global amb millor rendiment               | Harvard Business Review                              |
| 2010                 | Premi al lideratge global                                      | Consell Empresarial per a l'Enteniment Internacional |
| 2016                 | Associat estranger, Acadèmia Nacional d'Enginyeria dels EUA    | Acadèmia Nacional d'Enginyeria                       |
| 2016                 | Medalla d'or Othmer                                            | Fundació Patrimoni Químic                            |

## Manipulació d'estocs i penalització
Per manipular accions de Reliance Petroleum Limited (RPL), Reliance Industries va ser multada amb Rs. 950 milions (9.500 milions), dividits en 447 milions (4.470 milions) en guanys retractats i 500 milions (5.000 milions) en interessos el 2007. L'abril de 2006, RPL va sortir a borsa com a subsidiària de Reliance per Rs. 60 per acció. El mercat es va estavellar un 30% després de flotar a aproximadament Rs. 100, i RPL tornava als 60. Segons la directiva del Securities and Exchange Board of India, RIL va dur a terme una operació organitzada amb l'ajuda dels seus agents per obtenir beneficis no autoritzats de la negociació de la seva unitat anteriorment cotitzada, RPL, que es va combinar amb la primera el 2009.

## Vida personal

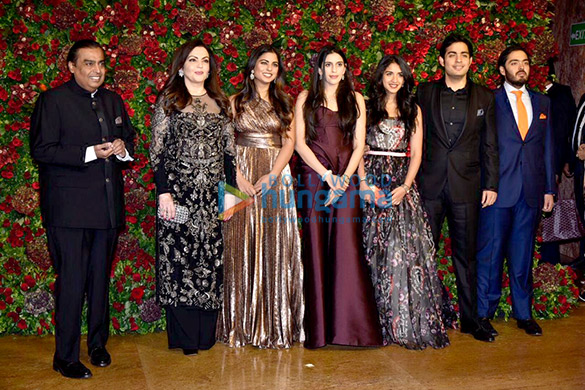
La família Ambani a la recepció de Deepika Padukone i Ranveer Singh el 2018.

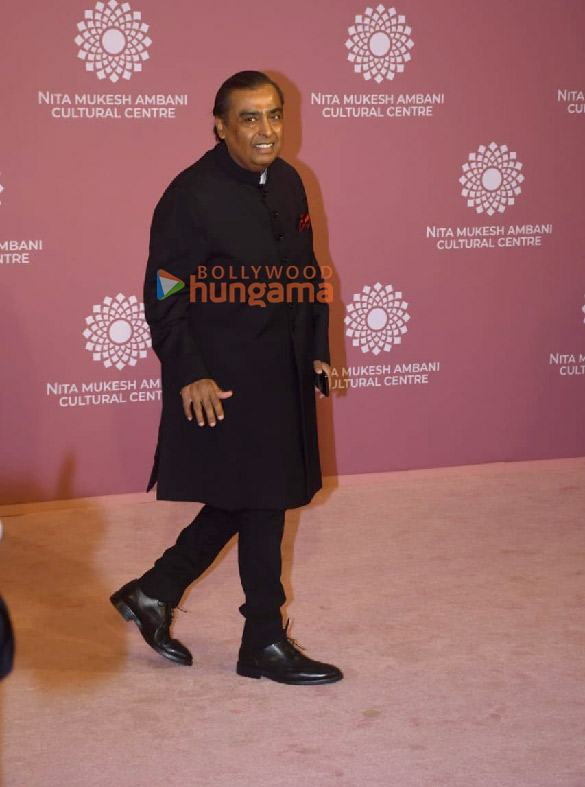
Mukesh Ambani assistint a la gala del Centre Cultural Nita Mukesh Ambani el dia 2.

Es va casar amb Nita Ambani el 1985 i tenen dos fills, Akash (nascut el 23 d'octubre de 1991) i Anant (nascut el 10 d'abril de 1995), i una filla, Isha, que és la bessona d'Akash. Es van conèixer després que el seu pare assistís a un espectacle de dansa en el qual va participar Nita i va pensar en la idea d'arranjar un matrimoni entre tots dos.
Viuen a Antilia, un edifici privat de 27 plantes a Bombai, valorat en mil milions de dòlars EUA i era la residència privada més cara del món en el moment en què es va construir. L'edifici requereix una plantilla de 600 persones per al manteniment, i inclou tres heliports, un garatge per a 160 cotxes, una sala de cinema privada, una piscina i un gimnàs.
Ambani va rebre el títol de propietari de l'equip esportiu més ric del món després de comprar l'equip de cricket IPL Mumbai Indians per 111,9 milions de dòlars el 2008.
Mukesh Ambani és un vegetarià estricte i absi.
Durant l'any fiscal que va finalitzar el 31 de març de 2012, va decidir renunciar a prop de 240 milions de ₹ del seu sou anual com a cap de Reliance Industries Ltd (RIL). Va optar per fer-ho tot i que els paquets de remuneració total de RIL al personal de la direcció superior van augmentar durant aquest exercici fiscal. Mukesh Ambani té una participació del 50,4% a la companyia. Aquesta mesura va mantenir el seu sou limitat a 150 milions de ₹ per quart any consecutiu.
A principis del 2019, un tribunal de Bombai va declarar el seu germà petit, Anil Ambani, per menyspreu penal per falta de pagament del deute garantit personalment que Reliance Communications devia al fabricant d'engranatges suec Ericsson. En lloc de la presó, el tribunal va donar a Anil un mes per aconseguir els fons. A finals de mes, Mukesh Ambani va rescatar el seu germà petit, pagant el deute. El 2021, va ser objecte d'un ensurt de bomba quan es va trobar un SUV verd Mahindra Scorpio ple d'explosius a prop d'un gratacels de Bombai que allotjava Ambani. El 2023, va rebre una amenaça de mort per correu electrònic.
Del 12 al 14 de juliol de 2024, es va celebrar el casament d'Anant Ambani i Radhika Merchant com un esdeveniment de 3 dies que va tenir lloc a l'edifici Antilia i al centre de convencions Jio a Bombai. S'havia descrit com el casament de l'any de l’Índia i el casament reial de l’Índia. El New York Times ho va descriure com una «introducció al món a l'Edat Daurada [Índia]». Les estimacions del cost del casament oscil·len entre els 300 milions de dòlars i els 600 milions de dòlars, i havien portat a crítiques pel que fa a la desigualtat de la riquesa a l'Índia. Anant Ambani va donar recentment una corona a Lalbaugcha Raja per valor de 15 milions.
També ha adquirit recentment un avió Boeing 737 Max 9, convertint-se en el primer propietari privat de l'avió de l'Índia. Adquirit per uns 1.000 milions de rupies, l'avió serà utilitzat per la família Ambani per als seus viatges de llarga distància.